# Al-Masad

kaligrafia arabska z nazwą sury Al-Masad

Al-Masadd (arab. ‏سورة المسد‎ Surat al-Masadd), znana także jako Al-Lahab (اﻟﻠﻬﺐ) lub Tabbat (ﺗﺒّﺖ "niech zginą"), jest 111 z kolei surą Koranu. Jej nazwa "al-masadd" pochodzi od sznura z włókien palmowych, o którym mowa w ostatnim, piątym wersecie. Według tradycji sura ta miała zostać objawiona między rokiem 610 a 614, czyli w Mekce.

## Transkrypcja
1. Tabbat jada abi lahab-in wa-tabba
2. ma-aghna an-hu ma la-hu wa-ma kasaba
3. sajasla nar-an zat-a lahab-in
4. wa-imra’atu-hu hammalat-a al-hatab-i
5. fi-dżidi-habl-un min masadd-i

## Przekład (J. Bielawskiego)
1. Niech zginą obie ręce Abu Lahaba i niech on sam zginie! –
2. Nie zdadzą mu się na nic jego majątek i to, co zyskał.
3. Będzie się palił w ogniu płomiennym,
4. i jego żona - nosząca drzewo;
5. będzie ona mieć na szyi sznur z włókien palmy.

## Okoliczności powstania sury Al-Masadd
Według tradycji pewnego razu Mahomet pouczony przez Boga, aby ostrzegł swoich rodaków przed ogniem piekielnym, wdrapał się na wzgórze Safa i krzyknął stamtąd: „wa sabaha!” Taki okrzyk wznosili Arabowie, jeszcze przed islamem, alarmując o zbliżaniu się wrogich wojsk, co następowało zwykle nad ranem. Mieszkańcy Mekki zebrali się więc na wezwanie Mahometa, zapytując się nawzajem, kim on jest. Mahomet zaś zwrócił się do zebranych: „Czy gdybym powiedział wam, że za tym wzgórzem czai się wróg, żeby was zaatakować, uwierzyli byście mi?” A kiedy potaknęli, bowiem Mahomet był powszechnie znany z uczciwości, powiedział im: „W takim razie ostrzegam was, że zmierzacie ku nawałnicy.” Wówczas Abu Lahab wystąpił z tłumu i wykrzyknął: „Obyś szczezł! Po to nas tu wezwałeś?”; według niektórych nawet rzucił w niego kamieniem. Istnieje wiele wersji tego przekazu w różnych źródłach, m.in. w „As-Sahih al-Dżami” Al-Buchariego. Niezależnie od szczegółów, wkrótce po tym wydarzeniu została objawiona sura „Al-Masadd”.

## Słowo o Abu Lahabie
Abu Lahab to przydomek jednego ze stryjów proroka Mahometa. Warto zwrócić uwagę na grę słów: Abu Lahab znaczy dosłownie „ojciec płomienia”, a w surze mowa jest o piekle określonym metaforycznie jako „nar zat-u lahab-in” (dosł. ‘ogień mający płomień’), przetłumaczone przez Bielawskiego jako „ogień płomienny”. Tradycja podaje, iż drzewo, czy też chrust, o którym mowa w surze, niosła żona Abu Lahaba, Dżamila, aby je rzucić pod nogi Mahometowi w ramach prześladowań. Podobno Abu Lahab zawdzięcza swój przydomek (który można przetłumaczyć jako "Płomienny") temu, że miał nieustannie rozpłomienione policzki. Prawdziwe jego imię brzmiało Abd al-Uzza, czyli "sługa Al-Uzzy", bogini z panteonu mekkańskiego.